# Сан Пјетро ин Гварано
Сан Пјетро ин Гварано (итал. San Pietro in Guarano) је насеље у Италији у округу Козенца, региону Калабрија.
Према процени из 2011. у насељу је живело 1355 становника. Насеље се налази на надморској висини од 661 м.

## Становништво
Према резултатима пописа становништва 2011. у општини је живело 3.649 становника.
| 1931. | 1936. | 1951. | 1961. | 1971. | 1981. | 1991. | 2001. | 2011. |
| ----- | ----- | ----- | ----- | ----- | ----- | ----- | ----- | ----- |
| 3.624 | 3.896 | 4.471 | 4.360 | 4.091 | 4.010 | 3.790 | 3.712 | 3.649 |